# Iglesia de la Consolación (Génova)
La iglesia de la Consolación o, más precisamente, la iglesia de Nuestra Señora de la Consolación y del mártir San Vincenzo (conocida también como la iglesia de Santa Rita) es uno de los principales lugares de culto católicos en Génova. Se encuentra en el barrio de San Vincenzo, en el centro de la Via XX Settembre y forma parte del Arciprestazgo Carignano - Foce de la Archidiócesis de Génova.

## Historia
Hay documentos de una iglesia dedicada a Nuestra Señora de la Consolación en Génova desde 1475. Esta iglesia fue anexionada al convento de la Congregación de la Consolación, una congregación reformada que formaba parte de la Orden Agustiniana. La ubicación inicial estaba fuera de las murallas de la ciudad, en la localidad llamada Artoria, en las laderas de la colina Zerbino (del término genovés "Zerbo", que significa "musgo"). El proyecto de una nueva muralla para la ciudad en 1632 por la necesidad de mejorar las defensas de la ciudad trascurría encima del convento, lo que obligó a eliminarlo, demolido en diciembre de 1681 a pesar de la oposición de los padres agustinos.
Los agustinos obtuvieron la autorización de la República de Génova para construir un nuevo convento en el área donde se encuentra hoy la iglesia actual. La construcción tuvo lugar de 1681 a 1706, en un proyecto atribuido a Piero Antonio Corradi, aunque la iglesia abrió para el culto ya en 1693 bajo el patrocinio de las familias genovesas Durazzo , Della Torre, Canevari y Lercari-Castiglione. En 1769 se terminó la cúpula , diseñada por Simone Cantoni. En 1864 se construyó la fachada.
Inicialmente, los agustinos, alojados en el cercano palacio Pinelli, actualmente incorporado a los accesorios de la iglesia, oficiaban las misas en la cercana iglesia parroquial de San Vincenzo. Junto a este primer arreglo, comenzaron a construir la nueva iglesia.
Con el tiempo, se recolectaron en la iglesia obras de arte del antiguo asentamiento y de otras iglesias de la ciudad suprimidas, sin embargo, los agustinos prefirieron dedicar los recursos disponibles a la construcción de un convento que también tenía una función de referencia cultural, en lugar de todos embellecimiento de la iglesia. Hay algunas obras de arte del siglo XVIII, que fueron encargadas por benefactores de las familias antes mencionadas. El convento se extendió sobre un área de 10,000 metros cuadrados y tenía cuatro pisos, uno de los cuales estaba ocupado por la biblioteca.
También se inició un gran claustro durante el siglo XVIII, pero nunca se llegó a terminar, de modo que hacia finales del siglo XIX se convirtió en la sede del Mercado del Este en via XX Settembre, que aún permanece en activo. Del claustro original, el mercado incluye las columnatas en los lados colocados hacia la iglesia y hacia via XX Settembre, así como el portal cerrado en la plaza de acceso al mercado en via Galata, mientras que los otros dos lados se completaron cuando se creó el mercado oriental.
Con la nueva dominación napoleónica y los consecuentes edictos de Napoleón para suprimir las órdenes religiosas, en 1810 los agustinos se vieron obligados a abandonar la iglesia que, que pasó al clero diocesano, en 1813 se erigió en el título de parroquia , agregando a su título también el de la cercana iglesia de San Vincenzo, que había dado su nombre al barrio, suprimida porque debido a su pequeño tamaño se había vuelto insuficiente para desempeñar el papel parroquial. Los agustinos, que todavía dirigen la parroquia, regresaron allí en 1816.
Desde el regreso de los agustinos, durante todo el siglo XIX, la decoración de la iglesia fue completada por Michele Canzio, Giuseppe Isola, Giuseppe Paganelli, Giovanni Quinzio y Francesco Semino.
El edificio fue consagrado oficialmente en 1875 por el arzobispo de Pisa Monseñor Paolo Micallef. Después de 1875 se hicieron nuevos ciclos de frescos dentro de la iglesia.
Durante el siglo XX, el culto a Santa Rita de Casia tuvo un gran impulso, al que se dedicó un altar, que lleva el nombre de San Roque. El 22 de mayo, con motivo del aniversario del santo, muchos fieles participan en la tradicional bendición de las rosas. El 12 de febrero de 1961, el cardenal Giuseppe Siri bendijo la nueva puerta artística de bronce, con las dos puertas dedicadas a San Agustín y Santo Tomás de Villanova .

## Descripción artística

### Exterior
La fachada barroca fue realizada por Carlo Biale en 1864. En el portal de entrada principal hay una copia de una estatua de mármol del siglo XVI que representa a la Virgen y el Niño. El original, procedente de la iglesia de Artoria, muy dañado por la guerra se conserva dentro de la iglesia.
Los portales de entrada están en un nivel inferior al nivel de la calle ya que la vía XX Settembre, abierta en la última década del siglo XIX, se construyó a una altitud más alta que la antigua vía della Consolazione, a la que se encontraba la entrada de la iglesia.

### Interior
La iglesia tiene tres naves separadas por pilares cuadrangulares. Sobre el altar principal cuelga un gran crucifijo en una mesa (aproximadamente 5x4 metros), probablemente de la iglesia suprimida de Sant'Agostino en Sarzano, pintada alrededor de 1350 por un alumno desconocido de Pietro Lorenzetti, mencionado como el Maestro di Santa Maria di Castello, por otra mesa conservada en esta iglesia.
La bóveda de la nave central y la contra-fachada fueron pintadas al fresco en 1874 por Giuseppe Isola (Visioni dell'Apocalisse, Gloria di Nostra Signora della Consolazione y Giuditta rientra trionfante in Betulia), mientras que los frescos en los pasillos laterales son obra de Giovanni Quinzio.
En el presbiterio hay un fragmento de una pared con un pequeño fresco de claroscuro que representa la Deposición , atribuida a Perin del Vaga y que proviene de la sacristía de la antigua iglesia de Artoria. Las paredes del presbiterio fueron pintadas al fresco por Cesare Maccari en 1889.
En el ábside , cuya bóveda fue pintada al fresco en 1825 por Filippo Alessio, está el coro , con elaborados puestos de madera del siglo XVIII.

### Capillas laterales
A lo largo de la nave hay diez capillas, cinco a cada lado, que albergan los altares secundarios.

### Altares a la derecha
- Primer altar: dedicado a San José y a la Beata María Teresa Fasce, con una pintura de Domenico Fiasella (San Tommaso di Villanova distribuisce i beni ai poveri ).[3]
- Segundo altar: dedicado a la Inmaculada Concepción.
- Tercer altar: dedicado a San Nicolás de Tolentino, un grupo de madera del siglo XVIII que representa al santo, por Agostino Storace, un alumno de Maragliano, fuertemente remodelado en el siglo XIX.[3]
- Cuarto altar: dedicado a San Vicente de Huesca (o San Vincenzo en italiano). Martirio de San Vincenzo (1605), atribuido a la escuela de Lazzaro Tavarone, proveniente de la iglesia del mismo nombre, mientras que en el pilar entre esta capilla y la siguiente hay un bajorrelieve en terracota vidriada (1475) que representa la Natividad de la escuela de Andrea della Robbia.[3]
- Quinto altar: dedicado a San Agustín o a la Madonna della Cintura, con frescos del siglo XVIII de Paolo Gerolamo Piola (Battesimo di San Agostino e San Pietro che riceve le chiavi da Gesù) y un gran grupo de mármol de Bernardo Schiaffino, que representa La Virgen con San Agustín y Santa Mónica.[3]

### Altares a la izquierda
- Primer altar: dedicado a San Juan de Sahagún, con una pintura del siglo XVIII de Francesco Narice (San Giovanni da San Facondo salva miracolosamente un bambino caduto in un pozzo).
- Segundo altar: dedicado a San Lorenzo, con un retablo de Domenico Piola que representa el Martirio de San Lorenzo.[3]
- Tercer altar: dedicado a la Virgen del Rosario con una esvultura realizada por Giovanni Battista Santacroce que proviene de la iglesia de San Vincenzo, mientras que las dos estatuas en los nichos (Santo Domingo de Guzmán y Santa Catalina de Siena) se atribuyen a la taller de Maragliano.[3]
- Cuarto altar: dedicado a Santa Rita, en el altar un retablo ovalado que representa a la santa, de Tito Troja (siglo XIX).
- Quinto altar: dedicado a la Virgen de la Salud. Tiene una pequeña pintura, copia del siglo XVIII, de una pintura de Sassoferrato, de la desaparecida iglesia de Santa Maria della Pace, que se encontraba justo en frente de la iglesia de la Consolación. El altar de esta capilla fue originalmente el altar principal de la iglesia de San Camillo , transferido aquí en 1813. Varias obras de Giuseppe Paganelli se encuentran en las paredes de la capilla .

## Galería
|                      |
| Entrada a la iglesia |

|                   |
| Puerta de entrada |

|          |
| Interior |

|                                          |
| La Virgen con San Agustín y Santa Mónica |

|                                           |
| Altar dedicado a San Nicolás de Tolentino |

|  |
|  |

|                                      |
| Altar lateral dedicado a San Agustín |

|  |
|  |

|  |
|  |

|  |
|  |

|  |
|  |

|  |
|  |

|  |
|  |

|  |
|  |

|  |
|  |

|  |
|  |